# Char Margolis
Char Margolis est une voyante américaine. Comme d'autres personnes se disant dotées de pouvoir paranormaux leur permettant d'avoir accès au monde des esprits, elle semble utiliser une combinaison de lecture chaude et lecture froide lors de ses spectacles,.

## Carrière
Bien qu'étant américaine, c'est au Canada qu'elle a fait ses premières armes, étant invitée à quelques reprises à l'émission de télévision torontoise The Dini Petty Show dans les années 1980, de même qu'à la radio de CBC.
Sa popularité l'a amenée a à animer une émission de télévision aux Pays-Bas en 2004. L'artiste Henk Westbroek, qui était l'un de ses invités en 2005, a dit qu'il a commencé à douter des pouvoirs de Margolis lorsqu'il a remarqué qu'elle utilisait des techniques de lecture froide et lecture chaude pendant leur conversation, pour donner l'illusion qu'elle recevait de l'information qu'elle ne pourrait pas normalement savoir.
Pendant une conversation en ondes avec James Randi en 2014, l'animateur de télévision Larry Potash de la station WGN à Chicago a indiqué que Margolis lui avait fait une lecture avant une entrevue quatre ans auparavant. Potash s'est exclamé que Margolis était très loin de la vérité, ajoutant que "si vous vous vendez comme médium, il faut avoir un certain talent!".
Margolis a son émission sur une chaîne web depuis 1999. Dans Reading Queens with Psychic Char Margolis (Lecture pour des reines avec la voyante Char Margolis), elle lit l'avenir d'anciennes concurrentes d'une émission de drag queens.
En 2010, Margolis facturait 825$ pour une consultation en personne (600$ pour un appel téléphonique).